# Aydın (tỉnh)
Aydın là một tỉnh của Thổ Nhĩ Kỳ. Tỉnh Aydin nằm ở khu vực đồng bằng màu mỡ được sông Büyük Menderes, sông lớn nhất ở vùng Aegean cung cấp nguồn nước, dãy núi Aydın nằm ở phía bắc và dãy núi Menteşe ở hướng nam. Phía tây của tỉnh là bờ biển Aegean với hồ Bafa. Khí hậu nhiệt đới mang đặc điểm khí hậu của vùng đồng bằng sông Menderes, rất nóng vào mùa Hè. Phong cảnh nông thôn tỉnh này gồm các cánh đồng trồng cam, chanh và olive. Tỉnh này có diện tích 8007 km 2, dân số là 998.621 người. Tỉnh lỵ là Aydın, dân số tỉnh lỵ là: 150.000 người. 

## Các huyện
Tỉnh này được chia thành các huyện sau (tỉnh lỵ được bôi đậm):
- Aydın
- Bozdoğan
- Buharkent
- Çine
- Didim
- Germencik
- Incirliova
- Karacasu
- Karpuzlu
- Kirazli
- Koçarlı
- Köşk
- Kuşadası
- Kuyucak
- Nazilli
- Söke
- Sultanhisar
- Yenipazar